# الصخرة والمكان الصعب
«الصخرة والمكان الصعب» (بالإنجليزية: Rock and Hard Place)‏ هي الحلقة السادسة للموسم السادس من مسلسل إيه إم سي التلفزيوني الدرامي من الأفضل الاتصال بسول، المسلسل يُعتبر بادئة من مسلسل اختلال ضال. تم بث الحلقة في 25 أبريل 2022 على قناة إيه إم سي بالولايات المتحدة. خارج الولايات المتحدة، تم عرض الحلقة لأول مرة على خدمة البث نتفليكس في عدة بلدان.
في الحلقة، أُجبر ناتشو فارغا على اختيار أحد الجانبين أثناء فراره من كارتل. في هذه الأثناء، يشكك جيمي ماكغيل في سمعته كمحامٍ عندما يشرك صديقه هيل بابينو في مخططه لتدمير حياة هاورد هاملين.
تم تصوير الحلقة بين أبريل ومايو 2021. وصف الممثل مايكل ماندو، الذي يلعب دور ناتشو، رحلة شخصيته والتلميحات في الحلقة إلى الأسطورة القديمة لأورفيوس ويوريديس، والممارسات في ثقافات الآزتك والمايا، والممارسات الدينية لوزن روح الإنسان. نشأت سلسلة من المصائب أثناء تصوير المشاهد النهائية، مثل اضطرار ماندو إلى نقله بسرعة إلى المستشفى بعد قطع إصبعه بشدة وعاصفة رملية ضربت المجموعة. كان نهج سميث كمخرج هو تلبية توقعات الجمهور والتركيز على تعظيم التوتر في خاتمة الحلقة.
قوبلت الحلقة بإشادة من النقاد لموضوعاتها وقصتها واتجاه سميث وأداء ماندو. كان هذا هو المظالظهور الأخير لماندو (ناتشو فارغا) في المسلسل. شاهدها ما يقدر بـ 1.16 مليون مشاهد الحلقة خلال أول بث لها على إيه إم سي.

## الإنتاج
تمت كتابة الحلقة وإخراجها من قبل المنتج التنفيذي المشارك جوردون سميث. شهدت الحلقة وفاة الشخصية القديمة ناتشو فارغا، التي يلعبها مايكل ماندو، الذي كان مع المسلسل منذ الحلقة الثانية. أخبر المؤلفان المشاركان للمسلسل فينس غيليغان وبيتر غولد والمنتجة التنفيذية ميليسا بيرنشتاين لأول مرة ماندو عن مصير شخصيته في شتاء عام 2020، قبل بضعة أشهر من بدء التصوير في الموسم السادس من من الأفضل الاتصال بسول. قال سميث إن الكتاب قرروا في وقت مبكر أنه من الأفضل للمسلسل أن يختتم قصة ناتشو في وقت مبكر من الموسم بدلاً من قضاء عدة حلقات منه «في حالة فرار ليخرج من الازدحام». المشاهد السابقة من الحلقة، على حد تعبير ماندو، كان من المفترض أن ترمز إلى «ما تعنيه الحياة لهذه الشخصية، وما الذي كان على استعداد للدفاع عنه».
بدأ تصوير الحلقة في أبريل 2021. المشهد الأول الذي تم تصويره كان ناتشو وهو يصب لنفسه مشروبًا ويلاحظ الزجاج المكسور في سلة مهملات غاس، والتي تم إلقاؤها في الحلقة السابقة «العصا و الجزرة». كانت اللقطة المأخوذة من وجهة نظر سلة المهملات ترمز إلى مدى تجزئة الشخصية في تلك اللحظة. صور سميث لقطة لماندو بدون تأثير، وبعد أسبوعين، عرض اللقطة على شاشة، حيث يمكنهم ضبط مكان الزجاج وكيف تم كسره. تم تصوير مشهد ناقلة النفط في الموقع من الخارج وفي استوديو للداخل. تم تصوير غمر ناتشو في الزيت، والذي تمت مناقشته لأول مرة في ديسمبر 2020، على مسرح صوتي في مايو 2021. كان هذا المشهد الأخير الذي صوره ماندو في من الأفضل الاتصال بسول. ستستغرق كل عملية من دقيقة إلى دقيقتين مع أداء ماندو للحركة بنفسه، باستخدام حوالي 40 جالونًا أمريكيًا (150 لترًا) من مادة نباتية. جعل سمكه من الصعب على ماندو أن يغطس، لذلك كان عليه التمسك بأعمدة سقالات أفقية قريبة لسحب نفسه تحتها. ستستغرق إعادة ضبط المشهد ساعة على الأقل. كان لابد من قلب المجموعة في الاستوديو رأسًا على عقب في كل مرة أراد الطاقم توجيه الكاميرا في اتجاه مختلف حتى يمكن وضع رافعة في الداخل. تم تصوير الافتتاحية الباردة للحلقة بالتزامن مع مشهد ناقلة النفط على منصة صوتية مختلفة، حيث أضافوا رقعة من الصحراء 40 × 40 قدم (12 × 12 م) مع شاشة خضراء في الخلفية. استغرق الأمر يومين للتحضير وتم إطلاق النار عليه باستخدام جهاز التحكم في الحركة.

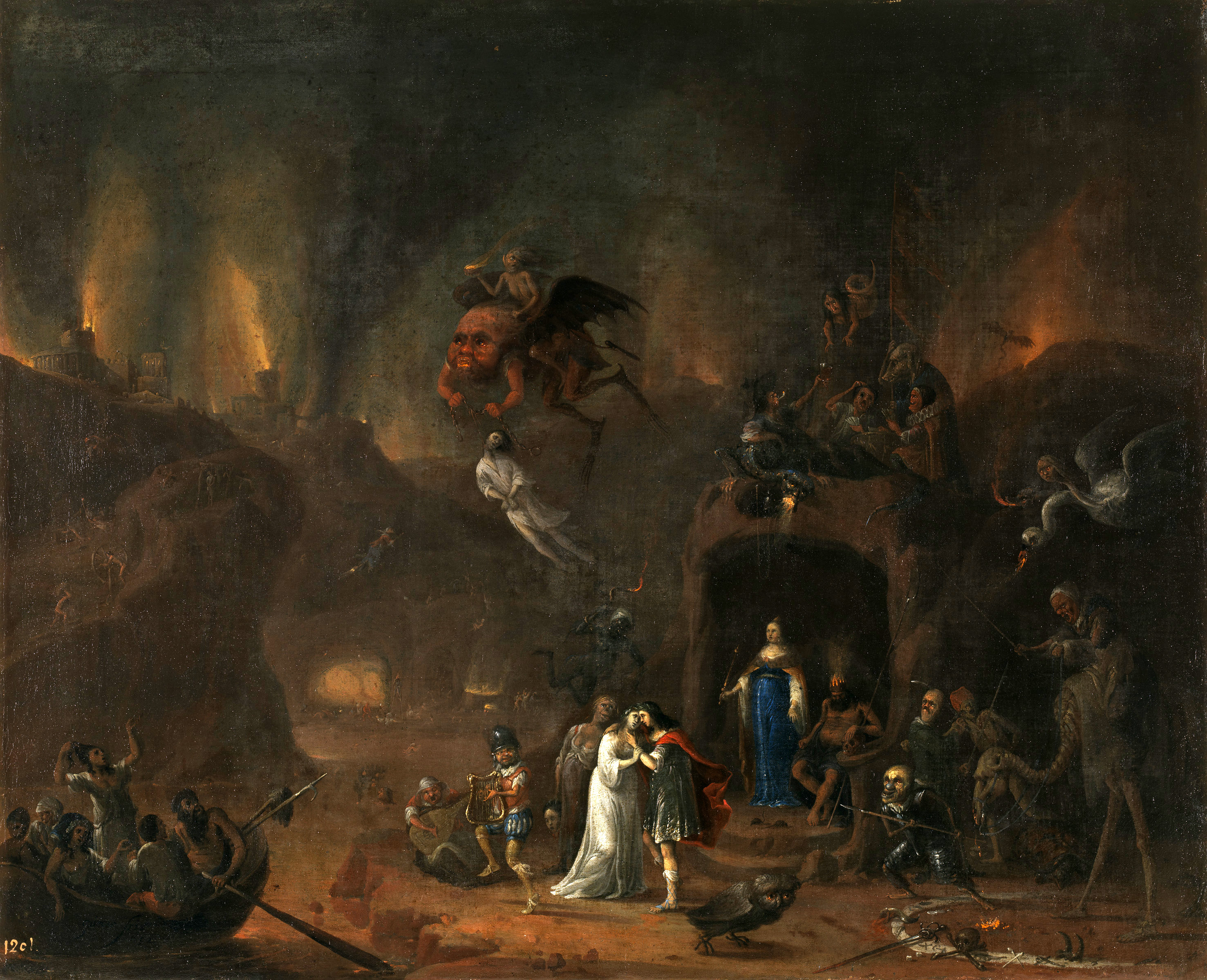
قارن ماندو رحلة ناتشو بأسطورة أورفيوس، الرجل الذي، بالمعنى الحرفي، ذهب للجحيم من أجل إنقاذ أحبائه.

قارن ماندو مكالمة ناتشو الهاتفية بوالده (الذي يلعبه خوان كارلوس كانتو) بأسطورة أورفيوس ويوريديس، والتي توضح تفاصيل قصة رجل بين المطرقة والسندان يمر طواعية عبر هاديس لإنقاذ الشخص الذي يحبه بشرط ألا يراها مرة أخرى. قال ماندو: «في تلك المكالمة الهاتفية بالذات، إنه حر، لقد فاز، وهو ينظر إلى غروب الشمس. لكن قلبه يستدير ويطلب من والده أن يأتي معه، بشكل غير مباشر، بشكل خفي. ويقول والده لا. لذا يعود طواعية إلى النار ويتاجر بحياته من أجل حياة والده». قرأ مساعد المخرج ريتش سيكلر سطور ماندو في مكالمتي ناتشو هاتفيتين في الحلقة. قال ماندو إنه لم يطلق النار على جانبه من المحادثات مع كانتو أو جوناثان بانكس، الذي يلعب دور مايك، في موقع التصوير لأنه اعتقد أنه سيكون من المثالي ألا يرى الممثلون بعضهم البعض، تمامًا مثل الشخصيات التي لعبوها، لخلق إحساس من الانفصال. لم يُسمح لكانتو بالوصول إلى نصوص الموسم، لذلك، أثناء التصوير، لم يكن يعرف في الواقع ما مر به ناتشو، أو شكله، أو مكان وجوده في القصة. وافق ماندو على أن يكون في موقع التصوير عندما أطلق كانتو جانبه من الحوار.
شبه ماندو لحظة استجوابه قبل وفاته بالمحاكمة وقلبه يزن. ووصفها بأنها «المرة الأولى التي لا يخاف فيها أي من هؤلاء الأشخاص ... على استعداد تام لسرد القصة التي ستنقذ والده، بغض النظر عما يعتقده أي شخص آخر.» لقد رأى اعتراف ناتشو لهيكتور بأنه يفي بوعده لوالده في الوقوف في وجه الكارتل. وقال أيضًا إنها اللحظة التي انفصلت فيها علاقة ناتشو ومايك عندما قاما بالولاء لأشخاص مختلفين، ناتشو لوالده ومايك إلى غاس. فيلم وثائقي من أمريكا اللاتينية عن الآزتيك والمايا، والذي قال إن الفائزين في رياضة ما سيضحون بأنفسهم من أجل آلهتهم لجلب المطر، ألهم أداء ماندو. لقد اعتبر انتحار شخصيته لحظة لا ندم فيها لأن ناتشو كان يعرف متى ولأي سبب سيموت: «لأول مرة في حياته، لديه صورة واضحة عن نفسه». قال ماندو إن الزهرة الأرجوانية التي تظهر في المشهد الافتتاحي في موقع انتحار ناتشو تمثل تنويرًا من هذه الثقافات يأتي من مواجهة الموت.
ارتدى الطاقم قمصان ناتشو ووشومًا مزيفة من الدموع لإحياء ذكرى أيام ماندو الأخيرة. ظهرت سلسلة من المصائب أثناء عملية تصوير المشاهد في الصحراء. تم نقل ماندو بسرعة إلى المستشفى بعد أن قطع إبهامه بشدة وفقد كل الإحساس في يده اليسرى. لم يتمكن من تصوير مشاهده لمدة أسبوع ونصف. في اليوم الأول من تصوير المشاهد الصحراوية، ضربت عاصفة رملية موقع التصوير وتوقف الإنتاج؛ في الوقت الذي توقفوا فيه، كانت مشاهد الجميع قد تصويرها عليها باستثناء ماندو. بعد استئنافه في اليوم التالي، أعطى سميث لماندو ملاحظة غيرت تفسير ماندو لكلمات ناتشو الأخيرة ؛ قال ماندو إنه «أدرك أن هذا لم يكن خطابًا لك، لقد كان خطابًا مليئًا بالقيم الأساسية ونزاهة من هو ناتشو حقًا، وأين يود أن يرى مجتمعه يذهب». في تلك الليلة، وصل ماندو إلى المنزل ليكتشف أن شجرة ضربها البرق قد سقطت في ممر سيارته، مما أدى إلى سد مدخله. كان نهج سميث كمخرج هو تلبية توقعات الجمهور والتركيز على تعظيم التوتر في المشهد على الرغم من أن النتيجة تبدو واضحة في الإدراك المتأخر. أحضر ماندو بعض الشخصيات التي قام بها مثل فاس مونتينيغرو من لعبة الفيديو فار كراي 3 في المشهد الأخير، على الرغم من أنه اضطر إلى إعادة نبرة ذلك بناءً على طلب سميث. وصف ماندو النهاية بأنها مشؤومة لأن كل شخصية أخرى ستقابل في النهاية مصيرها في مسلسل اختلال ضال: «هؤلاء جميعهم رجال ميتون يمشون، يشاهدون الرجل الأول يموت».
قارن سميث علاقة جيمي وكيم في الحلقة بحلقة من عائلة بلوث حيث تتزوج شخصية بعد «سلسلة من الجرأة المتصاعدة». وأشار إلى عادتهم المطورة حديثًا للتدخين في الداخل كإشارة إلى أن «النظام ينهار قليلاً. إنه فوضوي بعض الشيء وخطير، لكن ليس بشكل رهيب. كل خطوة على منحدر زلق لا بأس بها حتى تكون في القاع ». تضمن تسلسل الدرج مع الخادم عددًا من انتقالات المسح. عثر الطاقم على مرآب للسيارات على شكل متوازي الأضلاع لتصوير المشهد. يحتوي الدرج الموجود في الموقع على بقعة مجوفة حيث يمكن أن تلائم الكاميرا بجهاز هبوط. وصفه سميث بأنه «بناء عمود مصعد صغير لجسم الكاميرا في هذه الفتحة المثلثة الصغيرة التي تمتد على طول بئر السلم». أثناء مرحلة ما بعد الإنتاج، أكمل جوي راينش تحرير الحلقة في ثاني تعديل منفرد له على التلفزيون.

## الاستقبال

### التقييمات
شاهد الحلقة ما يقدر بـ 1.16 مليون مشاهد خلال أول بث لها على إيه إم سي في 25 أبريل 2022.

## وصلات خارجية
- «الصخرة والمكان الصعب» على إيه إم سي (بالإنجليزية)
- «الصخرة والمكان الصعب» على قاعدة بيانات الأفلام على الإنترنت (بالإنجليزية)